# Kris Boeckmans
Kris Boeckmans (n. Malle, 13 de fevereiro de 1987) é um ciclista profissional belga que atualmente milita na equipa B&B Hotels-Vital Concept p/b KTM.

## Biografia
Nascido em Malle, Boeckmans tem competido como profissional desde a segunda metade da temporada de 2009, competindo para a equipa Silence-Lotto como stagiaire. Uniu-se ao equipa Continental do Topsport Vlaanderen-Mercator para o início da temporada 2010 e ficou até final da temporada de 2011.
Quando se uniu à equipa Vacansoleil-DCM Pro Cycling Team para a temporada de 2012, Boeckmans fez a sua estreia no Tour de France de 2012 onde lutaria pelas etapas ao sprint, junto com Kenny van Hummel. Boeckmans fez o seu primeiro top ten na quarta etapa, quando terminou na oitava posição.
Na Volta a Espanha de 2015, depois de uma dura queda, ficou uns dias debatendo entre a vida e a morte.

## Palmarés
2008 (como amador)
- 1 etapa do Tour de Berlim
- 1 etapa da Volta a Navarra

2009
- Triptyque des Monts et Châteaux, mais 1 etapa (como amador)
- Campeonato Europeu sub-23 em Estrada
- Schaal Sels-Merksem

2010
- 1 etapa do Ster ZLM Toer
- 1 etapa dos Três Dias de Flandres Ocidental

2015
- 1 etapa da Estrela de Bessèges
- Le Samyn
- Nokere Koerse
- Tour de Picardie, mais 2 etapas
- World Ports Classic, mais 1 etapa

## Resultados em Grandes Voltas e Campeonatos do Mundo
Durante a sua carreira desportiva tem conseguido os seguintes postos nas Grandes Voltas
| Carreira           | 2009 | 2010 | 2011 | 2012 | 2013 | 2014 | 2015 | 2016 | 2017 | 2018 | 2019 |
| ------------------ | ---- | ---- | ---- | ---- | ---- | ---- | ---- | ---- | ---- | ---- | ---- |
| Giro d'Italia      | -    | -    | -    | -    | -    | -    | -    | -    | -    | -    | -    |
| Tour de France     | -    | -    | -    | 115º | Ab.  | -    | -    | -    | -    | -    | -    |
| Volta a Espanha    | -    | -    | -    | -    | -    | -    | Ab.  | -    | -    | -    | -    |
| Mundial em Estrada | -    | -    | -    | -    | -    | -    | -    | -    | -    | -    | -    |

-: não participa

Ab.: abandono

## Equipas
- Silence-Lotto (2009)[3]
- Topsport Vlaanderen-Mercator (2010–2011)
- Vacansoleil-DCM Pro Cycling Team (2012-2013)
- Lotto (2014-2017)
  - Lotto Belisol (2014)
  - Lotto-Soudal (2015-2017)
- Vital Concept (2018-)
  - Vital Concept Cycling Clube (2018)
  - Vital Concept-B&B Hotels (2019)
  - B&B Hotels-Vital Concept p/b KTM (2020)